# سد توخه
سد توخه (به لاتین: Tukahe Dam) یک سد وزنی و نیروگاه برقابی در چین است که در Luchon County واقع شده‌است.